# Azaria Tedeschi
Azaria Tedeschi (Serra San Bruno, 30 gennaio 1887 – Bainsizza, 25 ottobre 1917) è stato un militare italiano, decorato di medaglia d'oro al valor militare alla memoria nel corso della prima guerra mondiale.

## Biografia
Nacque a Serra San Bruno, provincia di Vibo Valentia, il 30 gennaio 1887,  figlio di Bruno e Angiolina Spanò. Frequentava la facoltà di giurisprudenza dell'Università di Napoli quando si arruolò volontario allievo ufficiale nel Regio Esercito, assegnato al 45º Reggimento fanteria. Nel febbraio 1908 fu nominato sottotenente di complemento, e dopo aver frequentato un apposito corso al termine di esso entrò in servizio permanente effettivo nel settembre 1909, assegnato al 1º Reggimento fanteria della Brigata Re. Due anni dopo prese parte alla guerra italo-turca combattendo in Libia, e venendo rimpatriato per una malattia nel maggio 1912. Fu promosso tenente nel mese di settembre, e dopo l'entrata in guerra del Regno d'Italia, avvenuta il 24 maggio 1915, raggiunse con il suo reparto il settore del Podgora, sull'Isonzo. Poco tempo dopo fu trasferito al 79º Reggimento fanteria della Brigata Roma e promosso capitano assunse il comando della 7ª Compagnia partecipando nel mese di luglio alle operazioni in Vallarsa. Il 6 giugno 1916 rimase gravemente ferito in combattimento a Chiesa di Vallarsa, venendo poi ricoverato in ospedale. Ancora convalescente, di sua iniziativa, rientrò al suo reggimento raggiungendo la 7ª Compagnia sul Pasubio. Nel novembre 1916 fu nominato comandante del IV Battaglione, e nell'agosto 1917, trasferito con il suo reggimento sul fronte dell'Isonzo, venne decorato di medaglia d'argento al valor militare per il coraggio dimostrato nel corso della battaglia della Bainsizza (30 agosto). Rimasto nuovamente ferito rientrò al suo reparto ancora convalescente. Cadde in combattimento il 25 ottobre 1917, nella battaglia di Caporetto, quando sul Veliki Vhr contrattaccò con i suoi uomini il nemico che irrompeva tra le linee italiane colpito in pieno dallo scoppio di una bomba a mano nel corso di un furioso combattimento corpo a corpo.  Promosso postumo al rango di maggiore, con Regio Decreto del 4 luglio 1920 fu insignito della medaglia d'oro al valor militare alla memoria.

### Fonti
1. 1 2 3 4 5 6 7 8  Combattenti Liberazione.
2. ↑  Carolei, Greganti, Modica 1968, p. 164.
3. 1 2 3  Coltrinari, Ramaccia 2018, p. 187.
4. ↑  Medaglie d'oro al valor militare sul sito della Presidenza della Repubblica